# Ulica Prymasa Stefana Wyszyńskiego w Lublinie
Ulica Prymasa Stefana Wyszyńskiego – jedna z głównych ulic Lublina położona w dzielnicy Stare Miasto. Łączy ul. Królewską z ul. Zamojską, z której została wydzielona. Przebiega w bezpośredniej bliskości archikatedry lubelskiej. Nazwana na cześć Stefana kardynała Wyszyńskiego – Prymasa Tysiąclecia.

## Historia

### Powstanie drogi
Drogę tę wytyczono w 1815, a więc w czasie naprawiania zniszczeń okresu wojen napoleońskich. Ze względu na to, że droga prowadzi na Zamość, wyjazd z Lublina poprowadzono wprost od kościoła jezuitów (obecna archikatedra). Magistrat zakupił więc ogrody posesji nr 210 i następnych aż do ul. Bernardyńskiej. Do powstania nasypu użyto gruzu z rozebranych gmachów kolegium Jezuickiego. Obecność nasypu jest bardzo łatwa do zauważenia na pierwszy rzut oka, ponieważ dachy kamienic położonych po prawej stronie ulicy są niemalże na poziomie jezdni.

### XIX i XX wiek
W latach 1908–1909 powstał w ciągu traktu zamojskiego most żelbetowy nazwany obecnie imieniem Mariana Lutosławskiego. Ulica od czasu budowy, aż do powstania al. Unii Lubelskiej, a także al. Tysiąclecia stanowiła arterię komunikacyjną Lublina i wraz z ul. Zamojską, Fabryczną i Drogą Męczenników Majdanka (nazwy współczesne) stanowiła drogę tranzytową w kierunku Zamościa, a dalej Lwowa w przebiegu ówczesnej drogi międzynarodowej E81. 21 lipca 1953 ulicą pojechał pierwszy w Lublinie trolejbus. Pojazdy te kursują nieprzerwanie do dziś przez całą długość drogi.
W 1981 ulicę Wyszyńskiego wydzielono z ówczesnej ulicy Buczka (obecnie Zamojskiej)

### XXI wiek
Ulica nadal stanowi ważną drogę w mieście, jednak nie obsługuje już tranzytu. Za to ulicą kursuje wiele autobusów i trolejbusów. Po obu stronach drogi wytyczone zostały pasy ruchu dla rowerów. Jest jedną z głównych dróg, którymi turyści mogą dotrzeć na stare miasto, a także w okolice Zamku (przez Podwale). Nawierzchnia została zmieniona w 2015 roku.

## Przebieg
Ulica rozpoczyna się pod murami archikatedry lubelskiej i stanowi kontynuację w kierunku południowym ul. Królewskiej. Z lewej strony z kolei odchodzi ulica Podwale. Droga ma kilkunastoprocentowy spadek, co sprawiło m.in., że w Lublinie nie powstała sieć tramwajowa. Jest jednojezdniowa po 1 pasie ruchu samochodowego i 1 pasie rowerowym w każdą stronę. Od drogi odchodzą boczne ulice: Misjonarska prowadząca do Seminarium Duchownego oraz Miedziana, ulica jednokierunkowa łącząca Wyszyńskiego z ul. Bernardyńską (wjazd od Bernardyńskiej). Ulica za skrzyżowaniem z Bernardyńską kontynuowana jest przez ulicę ul. Zamojską.

## Nazwy
W XIX wieku ulica nosiła nazwę Traktu Piaseckiego lub Zamoyskiego, a następnie ulicy Zamojskiej. Po II wojnie światowej nazwa została zmieniona na Mariana Buczka. W 1981 ulicę wydzielono z ul. Buczka i nadano jej imię Prymasa Stefana Wyszyńskiego, a w 1990 pozostałej części przywrócono nazwę sprzed wojny.

## Otoczenie oraz zabytki
Przy ulicy po prawej stronie znajduje się typowo miejska zabudowa kamienic, natomiast po lewej stronie znajdują się zabudowania kościelne (Kuria, Seminarium Duchowne)
- Kuria Biskupia (nr 2)
- Pałac Wrońskich (nr 3)
- Metropolitalne Wyższe Seminarium Duchowne (nr 6)
- Pod numerem 4 gdzie obecnie stoi budynek, od XVIII wieku znajdował się dworek. W początku XIX wieku (1817) stał się przytułkiem dla starców i kalek. W 1907 powstała tu łaźnia publiczna. Z tego czasu też pochodzi relief na szczycie budynku przedstawiający syrenę wśród fal. W 1936 r. budynek został rozbudowany, a do nowej jego części wprowadziło się biuro architektoniczne. Wtedy na budynku został umieszczony cyrkiel i węgielnica. Symbole te budziły kontrowersję, jednak rzeczywiście Franciszek Papiewski miał związki z wolnomularstwem.[7]

## Komunikacja miejska
Ulicą kursuje wiele linii autobusowych i trolejbusowych. Na całej długości rozwieszona jest nad nią trakcja dla trolejbusów. Jednak przy ulicy nie umieszczono żadnego przystanku autobusowego.
Linie kursujące ulicą:

### Autobusy

#### Dzienne
- 1
- 4
- 6
- 17
- 23

#### Nocne
- N1
- N2

### Trolebusy
- 156
- 160
- 950